# Episodi di Jack Ryan (prima stagione)
La prima stagione della serie televisiva Jack Ryan, composta da 8 episodi, è stata interamente distribuita su Prime Video il 31 agosto 2018, in tutti i paesi in cui il servizio è disponibile, compresa l'Italia.
| n° | Titolo originale    | Titolo italiano    | Pubblicazione  |
| -- | ------------------- | ------------------ | -------------- |
| 1  | Pilot               | Pilota             | 31 agosto 2018 |
| 2  | French Connection   | French Connection  | 31 agosto 2018 |
| 3  | Black 22            | Black 22           | 31 agosto 2018 |
| 4  | The Wolf            | Il lupo            | 31 agosto 2018 |
| 5  | End of Honor        | La fine dell'onore | 31 agosto 2018 |
| 6  | Sources and Methods | Fonti e metodi     | 31 agosto 2018 |
| 7  | The Boy             | Il ragazzo         | 31 agosto 2018 |
| 8  | Inshallah           | Inshallah          | 31 agosto 2018 |

## Pilota
- Titolo originale: Pilot
- Diretto da: Morten Tyldum
- Scritto da: Carlton Cuse e Graham Roland

### Trama
L'analista della CIA Jack Ryan scopre una serie di transazioni sospette che costringono lui e il suo capo, James Greer, a lasciare le scrivanie e a intervenire sul campo, per dare la caccia a una nuova potente minaccia mondiale. Hanin comincia a interrogarsi sugli affari in cui è coinvolto suo marito, che ha accolto in casa uno straniero misterioso.
- Guest star: Victor Slezak (Joe Mueller)

## French Connection
- Titolo originale: French Connection
- Diretto da: Daniel Sackheim
- Scritto da: Carlton Cuse e Graham Roland

### Trama
Jack e Greer decifrano uno stralcio di comunicazioni che li porta a Parigi, a un passo dall'imprendibile Suleiman. Il marito di Hanin torna a casa con rinnovato fervore dopo la sua missione segreta, ma la donna è sempre più incerta sul futuro della sua famiglia.
- Guest star: Jenny Raven (Dr. Yen)

## Black 22
- Titolo originale: Black 22
- Diretto da: Patricia Riggen
- Scritto da: Carlton Cuse e Graham Roland

### Trama
Il pilota di droni, Victor, combatte contro la grande responsabilità che deriva dal suo lavoro. Jack e Greer si uniscono all'Intelligence francese per rintracciare il fratello di Suleiman. Hanin è costretta a prendere una decisione pericolosa per il bene dei suoi figli.
- Guest star: Cynthia Preston (Blanche Dubois), Lee Tergesen (Stanley)

## Il lupo
- Titolo originale: The Wolf
- Diretto da: Daniel Sackheim
- Scritto da: Carlton Cuse e Graham Roland

### Trama
Jack si avvicina sempre più a Cathy, ma la sua doppia vita viene messa alla prova. Una dimostrazione di forza da parte di Suleiman aumenta il suo potere e lo porta a un passo dal prossimo attacco.
- Guest star: John Robinson (Buster)

## La fine dell'onore
- Titolo originale: End of Honor
- Diretto da: Patricia Riggen
- Scritto da: Stephen Kronish

### Trama
Dopo un raccapricciante attacco a una chiesa di Parigi, Jack e Greer scoprono una strategia più profonda dietro le azioni di Suleiman, portando Jack a suggerire una trappola insolita. Hanin deve affrontare nuove sfide nella sua ricerca della libertà.
- Guest star: Victor Slezak (Joe Mueller)

## Fonti e metodi
- Titolo originale: Sources and Methods
- Diretto da: Carlton Cuse
- Scritto da: Patrick Aison

### Trama
Il codice morale di Jack è messo a dura prova quando lui e Greer si ritrovano a dover usare un criminale turco per rintracciare uno tra i più grossi ricercati che può condurli da Suleiman. Hanin cerca di seminare i suoi inseguitori e portare le figlie in salvo. Cathy studia un'ondata violenta di Ebola che può causare qualcosa di più terribile.
- Guest star: Numan Acar (Tony)

## Il ragazzo
- Titolo originale: The Boy
- Diretto da: Patricia Riggen
- Scritto da: Nazrin Choudhury e Nolan Dunbar

### Trama
Jack e Greer cercano di convincere i superiori a effettuare un attacco segreto via terra per catturare Suleiman. La doppia vita di Jack mette a rischio una relazione importante.
- Guest star: Conrad Coates (Colonnello Robert Phelps)

## Inshallah
- Titolo originale: Inshallah
- Diretto da: Daniel Sackheim
- Scritto da: Carlton Cuse e Graham Roland

### Trama
Jack e Greer temono che il prossimo attacco di Suleiman possa avvenire negli Stati Uniti. Devono capire come fermarlo, perché la posta in gioco è davvero alta.
- Guest star: Karen LeBlanc (Kalie Horn), Jonathan Potts (Dr. Roger Wade)